# Yudai Nakashima
Yudai Nakashima (中嶋 雄大 Nakashima Yudai?), född 31 augusti 1984 i Kumamoto prefektur, är en japansk före detta fotbollsspelare.
Nakashima började sin karriär 2007 i New Wave Kitakyushu (Giravanz Kitakyushu). 2011 flyttade han till Verspah Oita. Han avslutade karriären 2014.